# Kurt Hohenberger
Kurt Hohenberger (* 28. April 1908 in Stuttgart; † 15. Juli 1979 in Kernen im Remstal) war ein deutscher Trompeter und Bandleader.

## Leben und Wirken
Hohenberger wurde zu Beginn der 1930er Jahre bekannt, als er in den Orchestern von Marek Weber, Dajos Béla, Georg Nettelmann und besonders ab 1933 bei Oskar Joost mitwirkte. Er galt als führender deutscher Swing-Trompeter seiner Zeit.
Aus diesem Grund wurde er 1934/35 der Studioband Die Goldene Sieben zugeteilt, die als Aushängeschild der deutschen Tanzmusik gedacht war. 1937 gründete Hohenberger seine eigene Band namens „Kurt Hohenberger mit seinem Solisten-Orchester“, die neben Interpretationen internationaler Hot-Musik, wie beispielsweise von dem Niederländer Jack Bulterman oder von dem amerikanische Filmkomponisten Walter Kent einen gemäßigten Swing-Stil pflegte.
Mitglieder seiner Band waren zeitweise der Posaunist Walter Dobschinski und der Pianist Fritz Schulz-Reichel, während Hohenberger mit Trompetensoli hervortrat; in der Rhythmusgruppe spielte der Gitarrist Hans Korseck. Der Gruppe gehörte auch sein jüngerer Bruder Karl Hohenberger an. Auch nach dem Krieg interpretierte Hohenberger internationale Musiktitel, so beispielsweise 1948 eine ruhige Trompetenfassung von Charles Trenets Erfolgstitel La Mer. Bis in die 1960er Jahre hatte seine Band Bestand. Zudem arbeitete Hohenberger von 1937 bis 1955 als Stimmenführer bei Schallplattenaufnahmen von Telefunken, Amiga, Polydor und Bertelsmann. Seine Ehefrau Amelie Baeker sang zwischen 1948 und 1957 vorwiegend Lieder im südamerikanischen Rhythmus und im jazzartigen Stil.